# Film Socialisme
Film Socialisme ist ein französischer Film aus dem Jahr 2010, geschrieben und inszeniert von Jean-Luc Godard. Der Film wurde erstmals in der Sektion Un Certain Regard bei den Filmfestspielen von Cannes 2010 aufgeführt.

## Handlung
Film Socialisme ist eine Collage ohne durchgehende Handlung. Sie wird durch französischsprachige Zwischentitel gegliedert und kommentiert. Drei Abschnitte mit unterschiedlichem Inhalt und visueller Struktur lassen sich abgrenzen.
Der erste Abschnitt (Zwischentitel Des choses comme ça, „Solche Dinge“) zeigt 46 Minuten lang die Gäste auf einem Kreuzfahrtschiff im Mittelmeer, die sich unterhalten, essen, fotografieren und kurze Landausflüge unternehmen. Einzelne Personen werden mit der Zeit erkennbar: ein alter deutscher Kriegsverbrecher, eine russische Agentin, eine junge Frau. Alain Badiou hält einen Vortrag über Geometrie und Philosophie, zu dem keine Zuhörer gekommen sind. Patti Smith geht ab und zu mit einer Gitarre herum. 
Im ca. 39 Minuten langen zweiten Abschnitt Quo vadis Europa („Wohin gehst du, Europa“) interviewt eine Crew vom Lokalfernsehen unter Schwierigkeiten die Betreiberfamilie einer Tankstelle im südfranzösischen Midi zur Innenpolitik, denn die Mutter kandidiert für ein politisches Amt. Die Ansichten der Kinder und Eltern differieren stark, und außer dem Vater hat niemand so recht Lust dazu, vor der Kamera zu sprechen. Ein Esel und ein Lama, die als Haustiere gehalten werden, schauen der Szenerie zu. 
Im dritten, kürzesten Teil Nos humanités („Unsere Menschlichkeiten“, oder „Unsere Geisteswissenschaften“) werden die Stationen der Kreuzfahrt rekapituliert: Aus Ägypten, Palästina, Odessa, Griechenland, Neapel und Barcelona sieht man im schnellen Schnittwechsel aktuelle touristische Schnipsel und historische Zitate etwa aus Eisensteins Panzerkreuzer Potemkin, die die jahrtausendlange Kriegsgeschichte Europas beleuchten.

## Hintergrund
Film Socialisme ist der erste Film, den Godard vollständig auf Video gedreht hat. Es scheint dabei eine Vielzahl von Kameras unterschiedlicher Qualität und Auflösung eingesetzt worden zu sein, teilweise wurden die Aufnahmen auch digital nachbearbeitet und verfremdet. Der Dialog ist überwiegend französisch, mit zahlreichen Einsprengseln auf Deutsch, Russisch, Arabisch, Hebräisch, Latein und Griechisch, diese oft mit Azent gesprochen und von Geräuschen überlagert. Für die Filmfestspiele in Cannes fügte Godard auf Bitte der Veranstalter englische Untertitel ein, die er jedoch absichtlich unverständlich gestaltete. Es gibt Zitate von Sartre, Bismarck, Beckett, Shakespeare und vielen anderen Autoren, die im Vorspann aufgeführt werden.

## Rezeption
Der Film erhielt gemischte Kritiken. Mattie Lucas (Fromthefrontrow) beschrieb ihn als „nicht anschaubare Qual“, und David Lewis (San Farncisco Chronicle) als „sperrige Kunstinstallation“. Die Filmzeitschrift des Evangelischen Pressedienstes sah einen „Rätselfilm“ mit vagen Verbindungen zur Krise der EU. Dagegen zeigte sich Amy Taubin (filmcomment) begeistert von der „visuellen Pyrotechnik“ im ersten Abschnitt und „seltener Zärtlichkeit und exquisiter Schönheit“ im zweiten. Der kryptische Titel Sozialismus beziehe sich darauf, dass die gezeigten Personen überhaupt nicht miteinander kommunizierten, also genau keine Gemeinschaft bilden. Es sei ein Film über das Versagen der Sprache. Mark Olsen (Los Angeles Times) freute sich über einen reichen Mikrokosmos der Kultur, Politik und Geschichte Europas, aus dem sich der Zuschauer Personen und Geschichten extrahieren könne. Im Aggregationsdienst Rotten Tomatoes erreichte Socialism (englischer Verleihtitel) in 60 Kritiken eine eher schwache Zustimmungsrate von 58 %.